# Подъямное
Подъямное — деревня в Сычёвском районе Смоленской области России. Входит в состав Дугинского сельского поселения. Население — 50 жителей (2007 год). 
Расположена в северо-восточной части области в 10 км к югу от Сычёвки, в 1,5 км восточнее автодороги Р134 «Старая Смоленская дорога» Смоленск — Дорогобуж — Вязьма — Зубцов. В 1,5 км восточнее деревни расположена железнодорожная станция Вазуза на линии Вязьма — Ржев. 

## История
В годы Великой Отечественной войны деревня была оккупирована гитлеровскими войсками в октябре 1941 года, освобождена в марте 1943 года.